# Teatre de la Passió
El Teatre de la Passió és una obra d'Olesa de Montserrat (Baix Llobregat) protegida com a Bé Cultural d'Interès Local. S'hi representa La Passió d'Olesa de Montserrat.

## Descripció
Nou teatre, inaugurat l'any 1987, que acull les representacions de la Passió després que el 1983 fos destruït l'anterior a causa d'un incendi. Es tracta d'un edifici de grans dimensions que ocupa bona part de l'illa de la plaça de l'Oli. Amb un disseny de línies funcional, l'edificació consta de dos grans volums de formigó: el de l'escenari, que sobresurt a una alçada considerable, i un cos més baix amb una planta que adopta la forma de ventall de l'amfiteatre. El teatre està equipat amb la infraestructura més moderna. L'escenari de 782 m2, és un dels més grans d'Europa. Té una boca de 7 x 31 metres, dos giratoris laterals i un modern sistema amb sis ascensors. Els ascensors comuniquen la planta inferior de l'escenari: un espai de gran capacitat on es porta a terme el muntatge de la major part d'escenografies, que després són elevades a l'escenari. Això dona un gran dinamisme a l'espectacle, que pot anar combinant diferents punts d'atenció sense necessitat d'interrompre el curs de l'obra. L'aforament és de 1490 espectadors, i el fossat té una capacitat per a 50 músics. L'edifici compta també amb una sala polivalent i una sala per a espectacles de petit format. També hi ha una àmplia zona dedicada a camerinos, vestuari, arxiu de l'entitat i oficines. L'equipament s'ofereix com a espai de lloguer.
(Text procedent de la declaració de BCIL)

## Història
L'origen de la representació de la Passió a Olesa és força incert. Sembla que deriva dels actes litúrgics de les processons de Dijous Sant que organitzaven les confraries durant l'edat mitjana. La referència documental més antiga apareix en un inventari dels béns de la Sagristia de la Parròquia de Santa Maria de l'any 1538. En aquest s'esmenta una consueta per fer la Passió. Una segona notícia amb relació a la Passió apareix a l'inventari de la confraria de la Puríssima Sang de l'any 1642 (conservat a l'arxiu parroquial) on es detalla una relació de vestuari i un esbós el repartiment de papers.
Segons la tradició local, durant els segles XVII i XVIII la Passió es representava en diferents escenaris particulars, com ara els molins d'oli de la població. A principis del segle xix es devia representar a l'edifici de l'Ajuntament (actual parròquia), ja que es té constància que hi havia un petit teatre que fou clausurat el 1840 a petició del rector. L'any 1829 la representació de la Passió es va traslladar al pati de cal Mates. L'any 1847 s'inaugurà el teatre Principal que era situat al xamfrà dels carrers Josep Oriol i Clota. Aquest tenia una capacitat de 400 butaques a platea i 200 a la galeria. L'any 1901 es va inaugurar un nou local per representar la Passió: el teatre del Círcol, més modern i espaiós. Els actors d'aquest nou grup eren en bona part dissidents del Teatre Principal, i aquest fet originà una competència beneficiosa per l'obra. L'any 1919 el Teatre Principal va tancar les portes però el 1924 els partidaris del diputat Alfons Sala obrieren un altre local amb el nom de Teatre Olesa (popularment anomenat els Salistes) on també es representava la Passió. Cadascun dels grups era més o menys afí a una tendència política, i per això la Passió es va seguir representant per duplicat fins l'esclat de la Guerra Civil (1936-1939).
L'any 1940 el drama sacre retornà a l'escenari, però es representa només al Teatre Olesa. Aquest any mateix any va ser creat el Patronat de la Passió d'Olesa, òrgan encarregat d'administrar tots els assumptes vinculats a la Passió. És a partir d'aquest moment que l'espectacle va prendre una gran volada fins al punt que, amb un moviment d'unes 400 persones a dalt de l'escenari, el teatre resultava insuficient. Es va decidir enderrocar el teatre del Círcol i construir un nou teatre amb una capacitat de 2500 butaques, el més gran que ha tingut mai Olesa.
El 23 de febrer de 1983 un incendi destruí el Gran Teatre de la Passió. El nou Teatre de la Passió va ser projectat per l'arquitecte Joan Baca i Pericot, i es va inaugurar l'1 de maig de 1987.
(Text procedent de la declaració de BCIL)